# Elli et Jacno
Elli et Jacno est un groupe de synthpop français. Productif principalement au début des années 1980, il est composé d'Elli Medeiros (paroles et chant) et de Denis Quilliard, alias Jacno (composition).

## Biographie
À l'origine, le duo Elli Medeiros et Denis Quilliard, fait partie du groupe punk, les Stinky Toys. 
Après la séparation de ce groupe en 1979, Medeiros et Quilliard décident de former leur propre formation, quelques mois plus tard. Elli et Jacno ne tardent à sortir leur premier single Main dans la main en 1980, issu de l'album Tout va sauter publié la même année.
De leur collaboration naissent trois albums, dont Les Nuits de la pleine lune (1984), bande son du film homonyme d'Éric Rohmer,. 
Le duo se sépare début 1984, et Elli Medeiros a poursuivi sa carrière de chanteuse et d'actrice. Quant à Jacno, il publie plusieurs albums et poursuit sa carrière de producteur. 
Une compilation de leurs succès est éditée en CD en 1994. En 2009, Indochine reprend une de leurs chansons, Je t'aime tant, sur leur album La République des Meteors. Leur premier album, Tout va sauter, a été réédité en CD en mars 2011.

## Style et influences
Leur style est reconnaissable aux mélodies minimales de Jacno, essentiellement composées d'accords obtenus sur un synthétiseur et aux paroles d'Elli, évoquant souvent l'amour, qu'il soit triste ou heureux. Polyinstrumentiste, Jacno joue puis mixe synthétiseurs, guitare et boîte à rythmes lui-même sur bande et accompagne parfois Elli aux chœurs.
Le chanteur Rouge Gorge déclare revendiquer l'influence du duo.

## Discographie

### Singles
- 1980 : Main dans la main / T'oublier
- 1981 : Oh là là / Je t'aime tant
- 1982 : Je t'aime tant / Chanson pour Olivia
- 1983 : Le Téléphone / Le Téléphone (instrumental)
- 1984 : Les Nuits de la pleine lune / Un bonheur bien fragile
- 1984 : Chica Chica Bongo / Les Sept Îles